# ホシカイワリ
ホシカイワリ（学名:Carangoides fulvoguttatus ）はアジ科に属し広い生息域をもつ海水魚である。インド太平洋西部の熱帯・亜熱帯域に広く分布し、生息域は西は南アフリカから東はオーストラリア、日本にまで広がっている。最大で少なくとも尾叉長1.2mに達することが知られている。いくつかの形態学的特徴から、あるいは体側面の特徴的な金色の斑点で他種と区別することができる。普通沿岸域の岩礁、サンゴ礁でよくみられるが、時として外洋の水深100m以上の海域でもみられる。肉食魚であり、魚類、頭足類や甲殻類などを捕食する。繁殖についてはそれほど研究が進んでいないが、いくつかの調査から、産卵はおそらく夏に集団で行われることが示唆されている。漁業における価値は生息域全域においてあまり高くないが、スポーツフィッシングの対象になり食用魚としても美味とされる。

## 分類と命名
スズキ目アジ科のヨロイアジ属(Carangoides )に属する。
本種はスウェーデンの博物学者ペール・フォルスコールによって、紅海で得られた標本をもとに1775年に初記載された。彼は本種をScomber fulvoguttatus と命名し、サバ属(Scomber )に分類した。これは当時アジ科がまだ創設されていなかったためである。本種ははじめギンガメアジ属(Caranx )に移されたのち、ヨロイアジ属に移されそのまま現在に至る。本種はそののちも何回も独立に再命名されている。最初はGilbert Percy WhitleyによってTurrum emburyi として命名されたが、この学名はのちにギンガメアジ属、ヨロイアジ属に移されている。それから約15年後、Whitleyは本種を再び新しい属に分類し、新しい種小名でFerdauia claeszooni と命名した。しかしこの属名はまもなくヨロイアジ属のシノニムとされた。現在ではCarangoides fulvoguttatus 以外のどの学名も、下位シノニムとして無効とされている。Whitleyが本種を分類した"Turrum"という属名は現在でもオーストラリアでは本種を呼ぶ一般名として使われているが、本種以外の種にも誤って用いられることがある。

## 形態

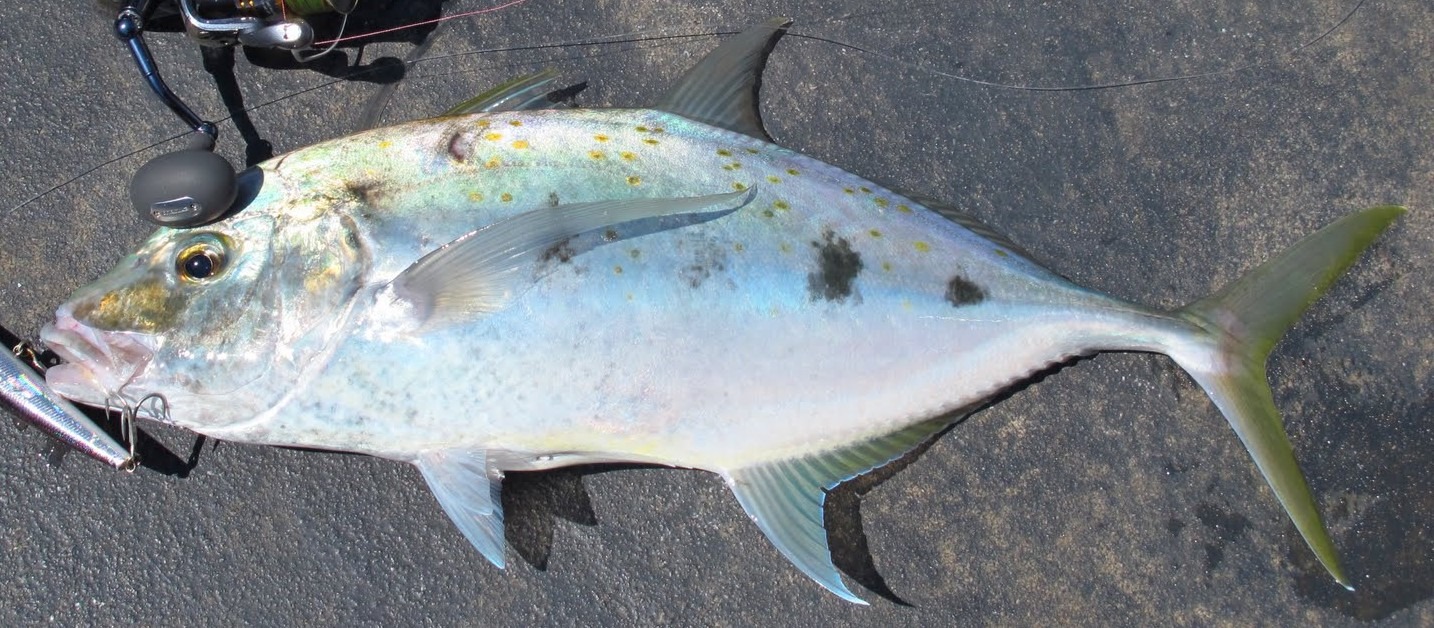
大型個体では体が長くなり、黒斑をもつようになる

比較的大型の種で少なくとも尾叉長1.2mにまで達し、記録されている最大体重は18kgである。よくみられるのは全長90cmほどの個体である。同属他種より細長く、より円筒形に近い体型をもち、この体型はむしろギンガメアジ属の種と似ている。未成魚ではより楕円形に近い体型をもつが、加齢とともに体が細長くなり、背側の頭部と項部の輪郭線は勾配が急になる。背鰭は2つの部分に分かれており、第一背鰭には8本の棘条、第二背鰭には1本の棘条と25本から30本の軟条が存在する。第二背鰭の伸長部の長さは頭部の長さよりも短い。臀鰭には前方に2本の遊離棘条があり、その他1本の棘条とそれに続く21本から26本の軟条がある。腹鰭には1本の棘条と18本から19本の軟条がある。側線は前方でゆるやかに湾曲し、曲線部は直線部よりもわずかに長い。側線直線部と曲線部の交点は背鰭の13番目から16番目の軟条の下部にある。側線曲線部には80から88の鱗が、直線部には12から17の鱗と26から31の稜鱗（アジ亜科に特有の鱗）がある。胸部の腹鰭始点までの部分は鱗が無く、この鱗の無い領域は体上部へ胸鰭基部のあたりまで広がっている。ただ、幅の狭い鱗の帯が存在するために、胸鰭基部の鱗の無い領域が孤立している個体もいる。成魚では口裂は眼の直下にある。両顎には絨毛状歯からなる複数の歯列がある。鰓篩数は22から27で、椎骨数は24である。
若い個体は体全体が銀色で、側線上部に少数の金色の斑点がある。加齢とともに体の上部はより光沢を帯びた青緑色になる。成魚では金色から黄銅色の斑点が体中央より上部に多数存在し、また不規則な、不明瞭な暗い斑点が3つから4つ体側面に現れる。体側にやはり不明瞭な暗い横帯が存在することもある。ふつう鰓蓋に目立たない暗い斑がみられる。背鰭と臀鰭は暗い黄色で、臀鰭の先端と末端は白青色になる。胸鰭と尾鰭はオリーブ色から黄色で、端では暗い色になる。腹鰭は白青色である。

## 分布

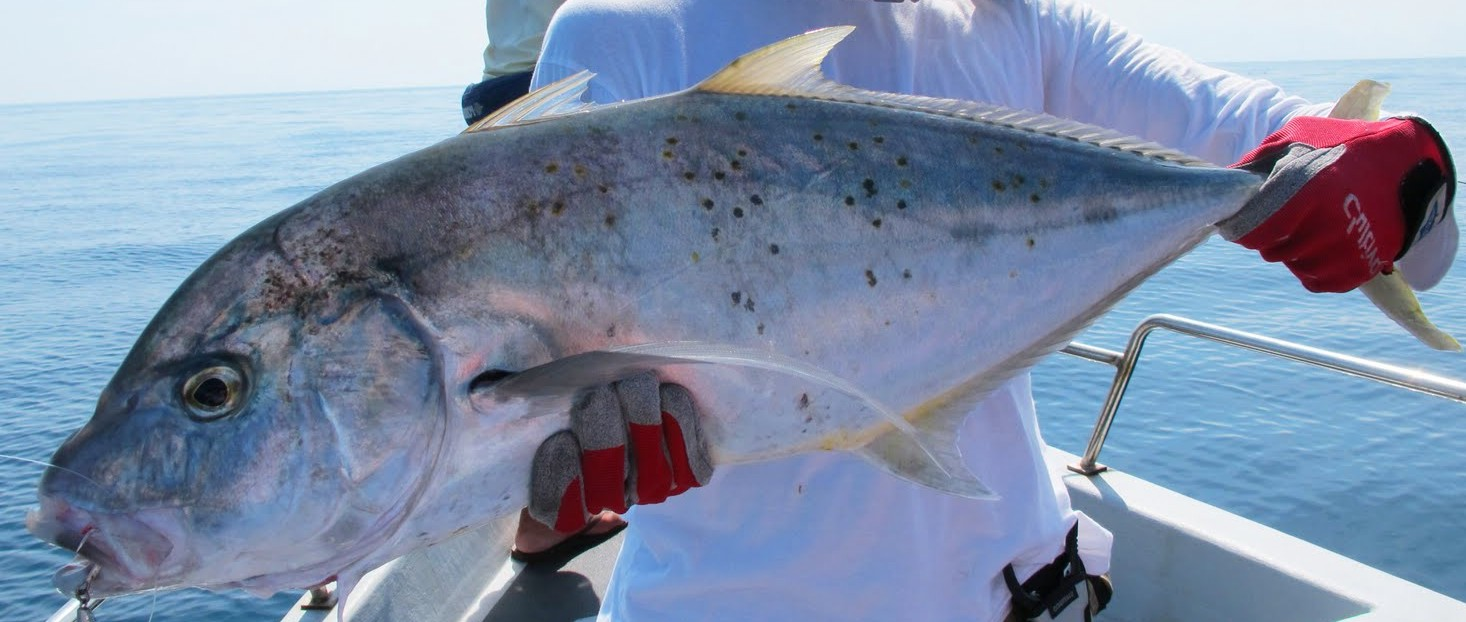
西オーストラリア、シャーク湾で釣られた個体

インド太平洋の熱帯・亜熱帯域に広く分布する。生息域は東は南アフリカから北へ紅海やインドへ広がる。東南アジアやインドネシアにも生息する。そこからさらに南のオーストラリア北部、北の台湾や日本、東のパラオやトンガ、ニューカレドニアでもみられる。
日本においては南日本の太平洋岸や琉球列島でみられる。
主に沿岸域のラグーンや岩礁、サンゴ礁でみられるが、外洋の島嶼の周りの海草藻場や、水深100mほどの海底にできた砂堆でもみられる。低塩濃度に対する耐性は低いためエスチュアリーに入ることはない。

## 生態
単独で、あるいは大きな群れをつくって生活する。小さめの群れは岩礁やサンゴ礁の縁を、大型で単独行動の個体は海草藻場を食料を求めて周期的に泳ぎ回ることが知られている。カタクチイワシなどの小魚や、ワタリガニ、シャコ、エビ等を含む様々な甲殻類、イカなどの頭足類を捕食する。オーストラリアの北西大陸棚における調査では、本種とアンダマンアジ(C. gymnostethus)は非常に似た環境に生息するが、食性の面で棲み分けを行っていることが分かった。つまり、本種は魚類や頭足類を主に捕食し、一方アンダマンアジは主に甲殻類を捕食していた。本種からは何種類かの寄生虫が報告されている。2004年にはオーストラリアで、本種から吸虫綱二生亜綱の新種の寄生虫Stephanostomum tantabiddii が発見されたほか、2010年にもニューカレドニアで、同じ吸虫綱二生亜綱に属する新種の寄生虫Alcicornis haroldi が本種の消化管から見つかっている。
繁殖についてはデータは少ない。パラオにおいては下弦の月の出る頃に、産卵のために多くの個体が集合することのあることが分かっている。南アフリカでは産卵は夏の間に起こるという。

## 人間との関係
漁業における価値は生息域全域においてそれほど高くなく、本種のみについて漁獲量の統計がとられることは滅多に無い。そのひとつの例外としてサウジアラビアでは統計があり、FAOの報告によれば2000年から2004年までの間の本種の年間漁獲量は128トンから324トンであったという。延縄や刺し網などの様々な漁法で漁獲される。本種がスポーツフィッシングの対象となる国もあり、特にオーストラリアや南アフリカでは本種は高い価値をもつ。西オーストラリア州ピルバラで行われた調査によれば、本種は娯楽目的で年間5トン捕獲され、うち3トンが食品として消費するため、あるいは釣り餌として使うためにキープされている（リリースされない）という。たいていボートから魚やカニなどの小さな餌やルアー、フライ等を使って釣り上げられる。若い個体は食用としても美味とされるが、加齢とともに身がぱさつく。養殖の対象としても適していると考えられている。